# Raiffeisenbank Donau-Heuberg
Die Raiffeisenbank Donau-Heuberg eG ist eine Genossenschaftsbank mit Sitz in der baden-württembergischen Stadt Fridingen an der Donau im Landkreis Tuttlingen. Der Verwaltungssitz befindet sich in Mühlheim an der Donau.

## Geschichte
Die heutige Raiffeisenbank Donau-Heuberg eG entstand im Jahr 1968 durch die Fusion der Raiffeisenkasse Mühlheim eGmbH (gegründet am 12. Juli 1882) mit dem Sitz in Mühlheim an der Donau mit der Spar- und Darlehnskasse Königsheim eGmbH mit dem Sitz in Königsheim zur Raiffeisenbank Donau-Heuberg eGmbH. Bereits zuvor fusionierte die Raiffeisenkasse Mühlheim eGmbH im Jahr 1967 mit der Spar- und Darlehnskasse Kolbingen eGmbH mit dem Sitz in Kolbingen und danach im Jahr 1970 mit der Raiffeisenkasse Irrendorf eGmbH mit dem Sitz im heutigen Irndorf. Im Jahr 1971 erfolgte die Fusion mit der Spar- und Darlehnskasse Mahlstetten eGmbH mit dem Sitz in Mahlstetten und mit der Spar- und Darlehnskasse Renquishausen eGmbH mit dem Sitz in Renquishausen. Im Rahmen der Fusion im Jahr 1972 mit der Raiffeisenbank Fridingen eGmbH mit dem Sitz in Fridingen an der Donau erfolgt die Sitzverlegung an den heutigen Sitz in Fridingen an der Donau. Im Jahr 1977 fusionierte sie letztmals mit der Raiffeisenbank Buchheim eG mit dem Sitz in Buchheim.

## Rechtsverhältnisse
Die Raiffeisenbank Donau-Heuberg eG (lt. GnR „Raiffeisenbank Donau-Heuberg, eingetragene Genossenschaft“) ist im Genossenschaftsregister beim Amtsgericht Stuttgart unter GnR 450002 eingetragen.

## Organisationsstruktur
Rechtsgrundlagen sind das Genossenschaftsgesetz und die durch die Generalversammlung beschlossene Satzung. Organe der Bank sind der Vorstand, der Aufsichtsrat und die Generalversammlung.

## Sicherungseinrichtung
Die Raiffeisenbank Donau-Heuberg eG ist der amtlich anerkannten Sicherungseinrichtung des Bundesverbandes der Deutschen Volksbanken und Raiffeisenbanken GmbH und der zusätzlichen freiwilligen Sicherungseinrichtung des Bundesverbandes der Deutschen Volksbanken und Raiffeisenbanken e.V. angeschlossen.

## Geschäftsausrichtung
Die Raiffeisenbank Donau-Heuberg eG betreibt das Universalbankgeschäft. Im Verbundgeschäft arbeitet sie mit der DZ Bank, R+V Versicherung, Bausparkasse Schwäbisch Hall, Teambank, VR Leasing, DZ Hyp und der Union Investment zusammen.

## Geschäftsgebiet
Das Geschäftsgebiet liegt im Osten des Landkreises Tuttlingen.
An diesen Orten betreibt die Bank Filialen:
- Fridingen an der Donau (jur. Sitz, Geschäftsstelle)
- Mühlheim an der Donau (Verwaltungssitz, Geschäftsstelle)
- Mahlstetten (Geschäftsstelle)
- Kolbingen (Geschäftsstelle)
- Bärenthal (Geschäftsstelle)
- Irndorf (Geschäftsstelle)
- Buchheim (Geschäftsstelle)